# Apsilochorema indicum
Apsilochorema indicum là một loài Trichoptera trong họ Hydrobiosidae. Loài này phân bố ở Oriëntaals en het vùng cổ bắc giới.